# Satellite Catalog Number
Satellite Catalog Number (SATCAT), hay NORAD Catalog Number, NORAD ID, số vật thể USSPACECOM, là một số lên đến chín chữ số được chỉ định bởi Bộ Tư lệnh Không gian Hoa Kỳ (USSPACECOM), trước đây là bởi Bộ Chỉ huy Phòng không Bắc Mỹ (NORAD), theo thứ tự phóng hay khám phá cho tất cả các vật thể nhân tạo ở trên hoặc đã rời khỏi quỹ đạo Trái Đất. Ví dụ, số danh mục (catalog number) 1 chỉ phương tiện phóng của Sputnik 1, còn vệ tinh Sputnik 2 thì có số danh mục là 2.
Những vật thể không đạt tới quỹ đạo hoặc chỉ quay quanh quỹ đạo trong thời gian ngắn sẽ không được lập danh mục. Kích thước tối thiểu của vật thể trong danh mục là 10 xentimét (3,9 in). Tính đến  ngày 21 tháng 10 năm 2023, danh mục đã liệt kê 58.010 vật thể, bao gồm 16.645 vệ tinh được phóng lên quỹ đạo từ năm 1957, với 8.936 chiếc vẫn đang hoạt động. Có 25.717 vật thể được theo dõi đầy đủ trong khi 2.055 vật thể đã bị mất tích. Ngoài ra, USSPACECOM còn theo dõi 16.600 vật thể phân tích (analyst object). Các vật thể phân tích được theo dõi một cách không nhất quán và thay đổi liên tục, do đó dữ liệu danh mục và tập hợp phần tử của chúng không được công bố. Tính đến  ngày 12 tháng 9 năm 2023, ESA ước tính có khoảng 36.500 mảnh vụn không gian quá nhỏ để USSPACECOM có thể theo dõi.
| Từ          | Đến         | Mô tả |
| ----------- | ----------- | --- |
| 70.000      | 79.999      | Quỹ đạo dự kiến sau khi phóng |
| 80.000      | 89.999      | Các vật thể phân tích. Các đối tượng được theo dõi không đủ độ trung thực và các đối tượng không liên quan tới một phi vụ phóng đã biết. |
| 90.000      | 99.999      | Các theo dõi không tương quan với nhau.                                                                                                  |
| 270.000     | 339.999     | Vật thể phân tích bổ sung. Phạm vi sẽ được dùng cho các vật thể vĩnh viễn trong tương lai.                                               |
| 700.000.000 | 899.999.999 | Dành riêng cho mục đích sử dụng nội bộ của nhiều hệ thống khác nhau.                                                                     |
| 900.000.000 | 999.999.999 | Các theo dõi không tương quan với nhau.                                                                                                  |

Bộ Tư lệnh Không gian chia sẻ danh mục thông qua website space-track.org Lưu trữ ngày 17 tháng 11 năm 2020 tại Wayback Machine, được duy trì bởi Phi đoàn Phòng thủ Không gian số 18 (18 SDS).

## Lịch sử
Ban đầu, danh mục này do NORAD vận hành. Từ năm 1985 trở đi, USSPACECOM được giao nhiệm vụ phát hiện, theo dõi, xác định và duy trì danh mục tất cả các vật thể nhân tạo trên quỹ đạo Trái Đất. Năm 2002, USSPACECOM bị giải thể và sáp nhập với Bộ Tư lệnh Chiến lược Hoa Kỳ (USSTRATCOM). Tuy nhiên, USSPACECOM đã được tái lập vào năm 2019.
Trước năm 2020, số danh mục bị giới hạn tới năm chữ số do hạn chế của định dạng TLE (two-line element set). Năm 2020, Space-Track bắt đầu cung cấp dữ liệu ở định dạng CCSDS OMM ((Orbit Mean-Elements Message), giúp tăng số danh mục tối đa lên 999.999.999.